# バイオセンサー
バイオセンサ (biosensor) は、生体起源の分子認識機構を利用した化学センサの総称。すなわち、酵素やイオンチャネルなどにより基質特異的な物質の変化移動に伴う、化学ポテンシャル、熱あるいは光学的な変化を信号変換器で電気信号へ変換する装置である。
例えば、イオン感応性電界効果トランジスタ(ISFETセンサ)に酵素膜を被覆し、酵素反応によりイオン種濃度（例えばH+）が膜内に増加するように素子を作成すると、そのセンサは試料中に挟雑物中が多くとも、その酵素に特異性を持つ基質の濃度に比例した電気信号を得ることができる。
バイオセンサの原理は1962年にリーランド・クラークにより提唱され、最初の論文は1967年にアップダイクとヒックにより報告された。その報告は、酵素（グルコースオキシダーゼ）をゲルを使って担持した電極により基質（グルコース）の有無を検出する系についてであった。

## 種類
代表的なバイオセンサの種類を次に挙げる。
- 酵素センサ
- 免疫センサ
- 微生物センサ
- イオンチャネルセンサ

## 電気化学バイオセンサー
電気化学バイオセンサーは電気化学センサの一種で基本となる電極の性質により電流を検出するアンペロメトリックセンサーと電位変化を検出するポテンショメトリックセンサーに大別される。

### アンペロメトリックバイオセンサー
アンペロメトリックセンサーでは、酸素電極や過酸化水素電極を基礎としたグルコースセンサーなどが既に実用化されてはいるものの、安定性などにも依然として課題が残されており、その解決のために酵素の固定化法でスペーサー分子を導入したり、ポリマー分子を同時固定などの報告がみられる。
原理的な面でも，酵素の反応による酸素や過酸化水素などの電極活物質の濃度変化を電解電流として検出する従来の方式ではなく、酵素分子と電極との直接的な電子授受を行い、酵素反応における電子の流れを電気信号に変換する試みが数多く行われてきている。この原理のセンサーは測定対象物中の溶存酸素の影響を受けず、オキシダーゼ反応以外の酸化還元酵素にも適用できる利点を有しており、酵素反応を電気化学的に制御するという意味でも注目を集めている。

### ポテンショメトリックバイオセンサー
ポテンショメトリックセンサーでは小型化、集積化を指向してイオン感応性電界効果トランジスタ（IFSET）のバイオセンサーへの応用研究が進められており、イオン選択性電極との組み合わせではアンモニア電極を基礎とした尿素センサーや、H+-電極を基礎として、蛋白分解酵素を固定化したペブチドセンサー、インベルターゼ、グルコース、フルクトースオキシダーゼ、グルコノラクトノーゼといった複数酵素を組み合わせたショ糖センサーが報告されている。

## 文献
- 軽部征夫「バイオセンサー」『BME』第1巻第10号、1987年、754-756頁、doi:10.11239/jsmbe1987.1.754。
- 森泉豊栄、宮原裕二、塩川祥子「バイオセンサー」『応用物理』第54巻第2号、1985年、98-114頁、doi:10.11470/oubutsu1932.54.98。
- 都甲潔「感性バイオセンサー」『応用物理』第67巻第12号、1998年、1406-1409頁、doi:10.11470/oubutsu1932.67.1406。
- 岡畑恵雄、古澤宏幸「水晶発振子マイクロバランス法を用いるバイオセンサ」『電気学会論文誌 E (センサ・マイクロマシン部門誌)』第123巻第11号、2003年、459-464頁、doi:10.1541/ieejsmas.123.459。